# Pierre Daniel Huet
Pierre-Daniel Huet (Caen, 8 de febrero de 1630-París, 26 de enero de 1721) fue un religioso y erudito francés.

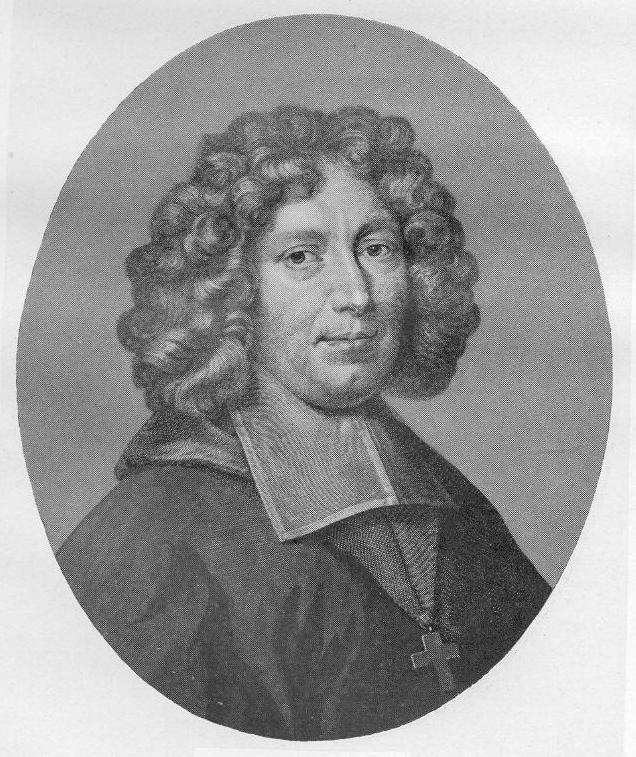
Pierre-Daniel Huet

Nacido en el seno de una familia protestante, Pierre-Daniel Huet fue educado en el colegio de los jesuitas de Caen y recibió asimismo clases impartidas por el ministro Samuel Bochart. A los veinte años ya fue reconocido como uno de los más prometedores sabios de su época. Se instaló en París y trabó amistad en 1651 con el conservador de la Biblioteca Mazarino, Gabriel Naudé, quien, al año siguiente, sucedió a Samuel Bochart en la corte de la reina Cristina de Suecia. Visitó Leiden, Ámsterdam, Copenhague y Estocolmo, donde descubrió, en la Biblioteca real, unos fragmentos del Commentaire sur Saint Mathieu de Orígenes que publicó en 1668. La publicación de estos fragmentos provocó su disputa con Samuel Bochart sobre la transubstanciación, disputa que causó la muerte de este último ocurrida en la propia Academia de Caen.
Se dedicó, también, a la literatura, traduciendo la novela pastoril de Longo y escribiendo él mismo una nueva, titulada Diana de Castro. Con su Traitté de l’origine des romans ("Tratado del origen de las novelas") creó la primera historia de la literatura de ficción. Aunque con esta obra intentó fijar las reglas de la narrativa novelesca sin conseguirlo, por lo menos constituye un primer intento histórico de hacerlo. En la Querelle des Anciens et des Modernes (Querella de los antiguos y los modernos), Pierre-Daniel se inclina a favor de los "antiguos" enfrentándose a Perrault y a Desmarets de Sanit-Sorlin. 
Escribió además poesías en latín y griego, una Daphnis y Chloé, obras filosóficas en latín y francés y una recopilación de pensamientos, la Huetiana. Se relacionó con Paul Pellisson, Valentin Conrart y Jean Regnault de Segrais, con el que acabó confundiéndoselo, así como con Capelain, con el que defendió la Pucelle. Frecuentó, de manera regular, los salones de Mlle. Scudéry y los estudios de los pintores. También tuvo afición por la epigrafía y la numismática, en especial por los medallones, debatiendo, con Samuel Brochart, sobre el origen de los mismos y aprendiendo, para ello, el árabe y el sirio con el jesuita Parvilliers.
Durante su juventud fue un admirador del cartesianismo, movimiento que más tarde combatió escribiendo su famoso libro Censura de la filosofía cartesiana (1689), en el que, entre otras cosas, denuncia el plagio realizado por Descartes para componer su método de razonamiento y formular su "cogitum ergo sum", copiando casi literalmente sin citarlas las ideas filosóficas previamente formuladas por los filósofos hispánicos Gómez Pereira, en 1554, y Francisco Sánchez en 1576. Unos años antes había publicado su Demonstratio evangelica (1679), una obra apologética dirigida contra Descartes, Hobbes y Spinoza. Contra este último y su Tratado teológico-político publicó, además, Quaestiones Alnetanae de conformitate rationis et fidei. Por contra, sí mantuvo amistad de por vida con Leibniz.
Su biógrafo, el abad Olivet, lo defendió de la acusación que se le hizo respecto a que Pierre-Daniel fuera un filósofo escéptico, esto es, lo que en esa época denominaban un pirronista o libertino. Publicó, con la cooperación de Mme. Dacier, la serie de los clásicos latinos adaptados Ad usum Delphini, dedicada a enseñar humanidades al príncipe heredero de la corona de Francia, del que fue segundo preceptor. Su afición por las matemáticas le indujo a estudiar astronomía, anatomía e incluso su propia miopía le llevó a interesarse, casi exclusivamente, por la oftalmología y la acústica. Estudió, asimismo, toda la ciencia conocida en su tiempo concerniente a la química y escribió un poema en latín dedicado a la sal.
Miembro de la Academia de Literatura de Caen, fundó en esta ciudad una academia de física en 1662 y otra en el convento de los jesuitas en París que subvencionaba Colbert y de la que Michault dijo: "El P. Oudin es recordado siempre con sumo gusto en las doctas conferencias del salón de M. Huet, en el que tiene la suerte, más de una vez, de ser admitido". El 30 de julio de 1674 fue elegido miembro de la Academia Francesa, cargo que había rechazado varias veces antes de ceder a las peticiones de Bossuet, Pellisson, Dangeau y Montausier y moriría siendo el decano o miembro más antiguo de la misma.
Se ordenó en 1684 y fue consagrado obispo de Soissons en 1685, antes de serlo de Avranches. En 1692 dejó el obispado para dirigir la Abadía de Fontenay y en 1699 la abandonó para pasar sus últimos veinte años en el seminario de los jesuitas de París. El rey compró su biblioteca y manuscritos para ampliar la biblioteca real, a pesar de que la había legado a los jesuitas.
Huet fue conocido por su firme carácter al que La Londe se refirió diciendo: "Es de esas personas contra las cuales es imposible tener razón". Su ingenio para la discusión sobre los temas que dominaba le llevó a enfrentarse a Boileau y Segrais, quien dijo de él que "sería más fácil conseguir que un negro se volviera blanco que conseguir que Huet cambiara de opinión". Samuel Brochart tuvo menos suerte y dejó la vida en el empeño.

## Obras escogidas

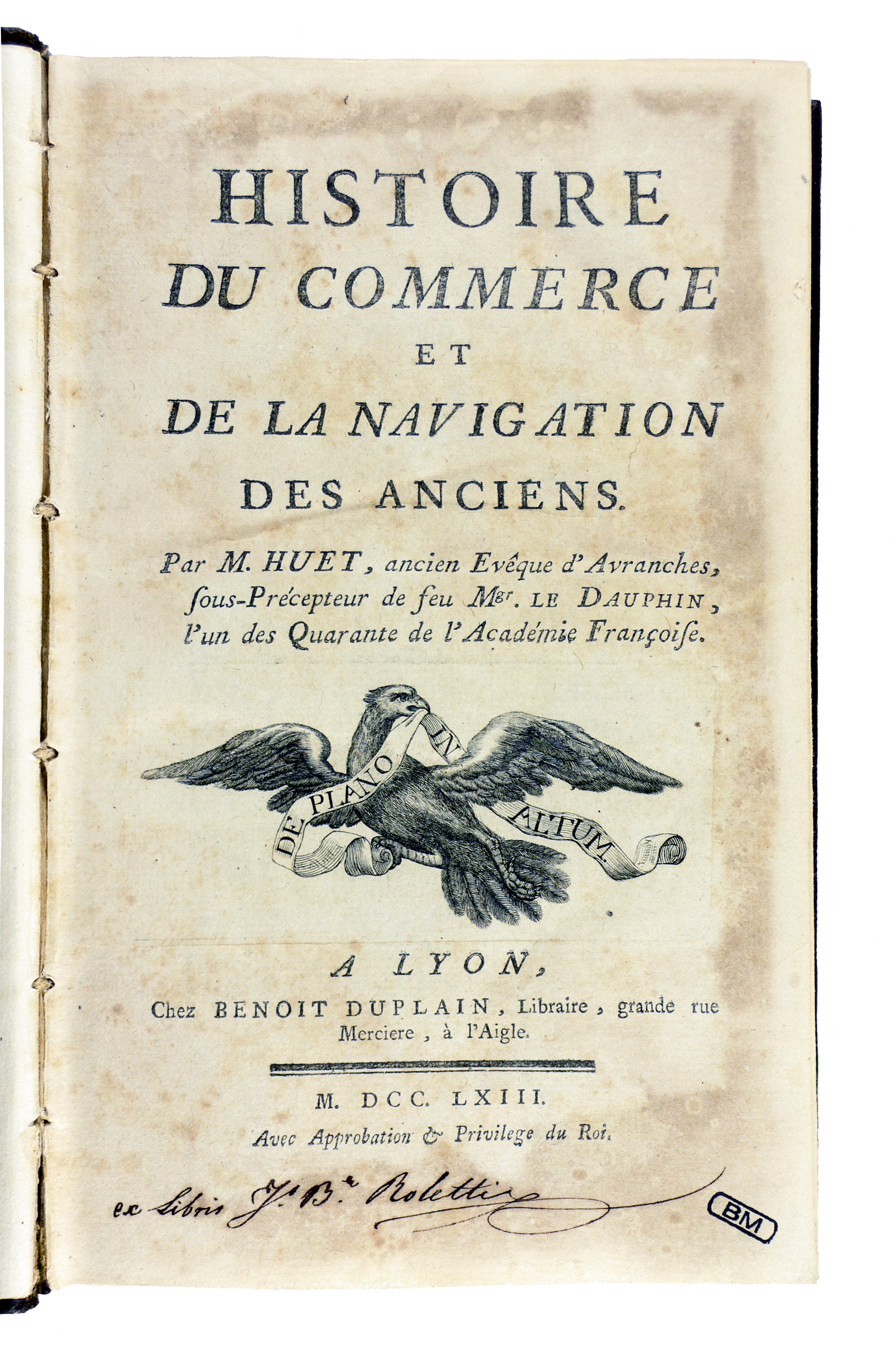
Histoire du commerce, 1763.

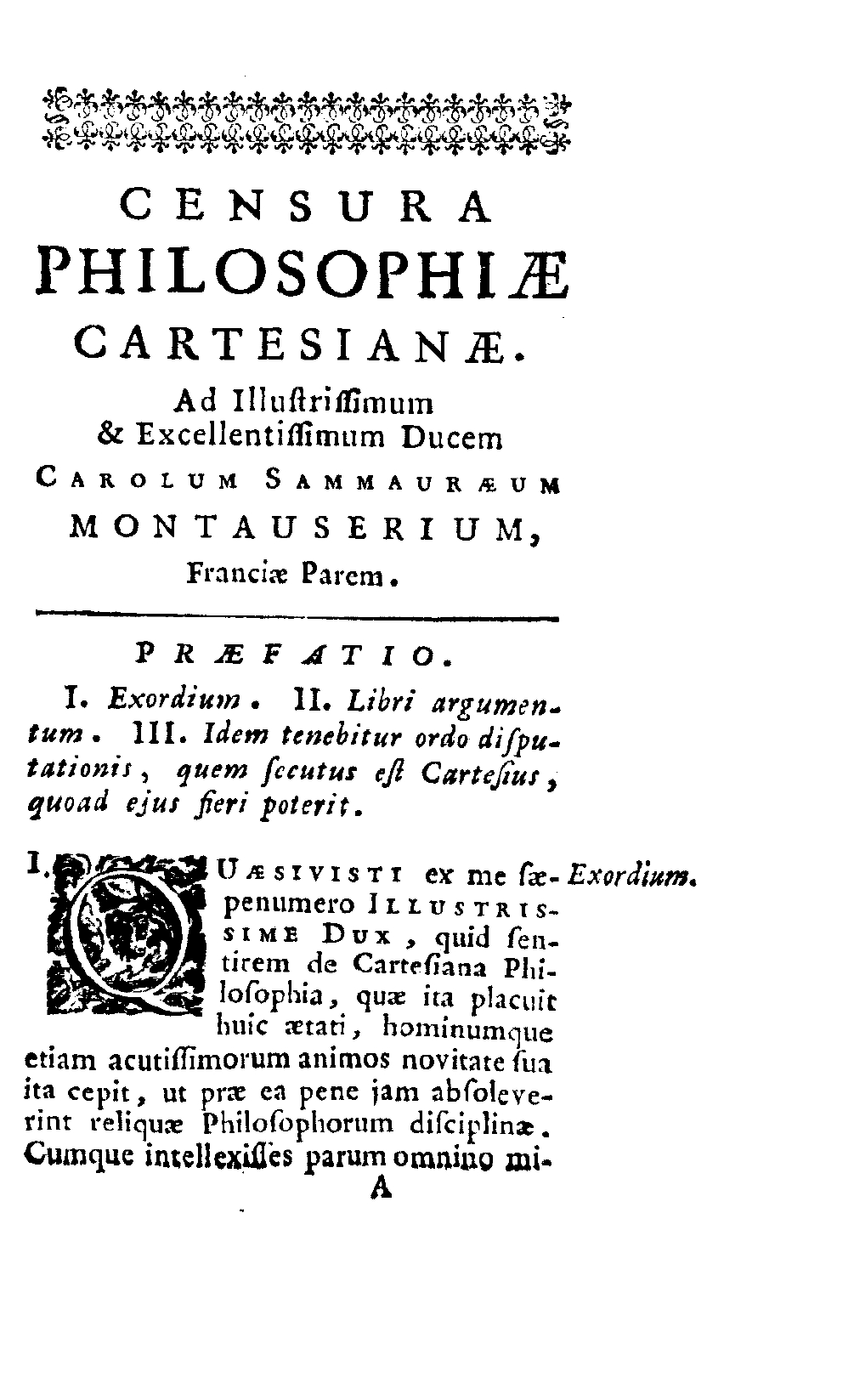
Censura philosophiae Cartesianae, 1723

- Lettre touchant les expériences de l'eau purgée d'air, 1673;
- Censura filosófica cartesiana (enlace roto disponible en Internet Archive; véase el historial, la primera versión y la última). Paris : D. Horthemels, 1689;
- Tratado de la situación del Paraíso terrestre (enlace roto disponible en Internet Archive; véase el historial, la primera versión y la última). Paris : Jean Anisson, 1691;
- Nuevas memorias para servir a la historia del cartesianismo (enlace roto disponible en Internet Archive; véase el historial, la primera versión y la última). [publicado con el nombre de Gilles de L'Aunay] Ámsterdam : H. Desbordes, 1698;
- Huetiana, ou Pensées diverses de M. Huet… (enlace roto disponible en Internet Archive; véase el historial, la primera versión y la última). Publié par l'abbé d'Olivet. Paris : J. Estienne, 1722;
- Recherches sur la ville de Caen et ses environs, 1702;
- Dissertations sur diverses matières de religión et de philosophie, 1712;
- Le grand trésor historique et politique du florissant commerce des Hollandais... , 1712;
- Histoire du commerce et de la navigation des anciens, 1716;
- Mémoire sur le commerce des Hollandais, 1717;
- Tratado filosófico de la debilidad del espíritu humano (enlace roto disponible en Internet Archive; véase el historial, la primera versión y la última)., Londres : J. Nourse, 1741;
- Tratado del origen de las novelas con observaciones y pensamientos sobre las novelas francesas, con la indicación de las mejores novelas que han sido publicadas, sobre todo, durante el siglo XVIII hasta hoy  (enlace roto disponible en Internet Archive; véase el historial, la primera versión y la última)., Paris : N.-L.-M. Desessarts, an VII;
- Memorias de Daniel Huet traducidas por la primera vez del latín al francés por Charles Nisard (Elogio histórico del autor escrito por el abad de Olivet. Carta de M. Huet a M. Perrault sobre el paralalelismo de los antiguos y los modernos. Carta de M. Huet à M. el duque de Montausier en la que examina le sentimiento de Longin comparándolo con el pasaje del Génesis : « y Dios dijo : que la luz se haga ». Refutación de una disertación de M. Le Clerc contra Longin) (enlace roto disponible en Internet Archive; véase el historial, la primera versión y la última)., Paris : Hachette, 1853;
- Traité de l'origine des romans. Edición crítica, acompañada de una introducción y de notas, Ámsterdam, 1942.